# Ray Bryant
Raphael „Ray“ Bryant (* 24. Dezember 1931 in Philadelphia, Pennsylvania; † 2. Juni 2011 in New York City) war ein US-amerikanischer Pianist des Modern Jazz.

## Leben
Bryant stammt aus einer musikalischen Familie; die Mutter leitete einen Kirchenchor; sein (älterer) Bruder war Tommy Bryant; seine Neffen sind Kevin und Robin Eubanks. Ab dem sechsten Lebensjahr erhielt er Klavierunterricht; während der Highschool spielte er auch Bass. Mit 14 Jahren trat er mit seinem Bruder der Musikergewerkschaft bei, um in lokalen Bands zu spielen. Auch erhielt er Unterricht von Elmer Snowden. Durch Red Garland lernte er bereits Mitte der 1940er Jahre den Bebopstil. 1948 und 1949 tourte er mit Tiny Grimes, dann begleitete er Billy Krechmer und Jack Teagarden. Seit 1953 war er Hauspianist des Clubs Blue Note in Philadelphia, wo er u. a. mit Charlie Parker, Miles Davis und Lester Young spielte. 1955 nahm er mit Betty Carter zusammen auf. 1955 wirkte er an dem Prestige-Album Miles Davis and Milt Jackson Quintet/Sextet (zusammen mit Jackie McLean, Percy Heath und Art Taylor) mit. 1956/57 war er Begleiter von Carmen McRae; 1957 entstanden auf dem Newport Jazz Festival Aufnahmen mit Coleman Hawkins und Roy Eldridge.
1959 übersiedelte Bryant nach New York City, wo er mit Sonny Rollins, Charlie Shavers und Curtis Fuller arbeitete und bald ein eigenes Trio leitete; später lebte und arbeitete er in Toronto. Er trat regelmäßig auf internationalen Festivals auf und hat eine große Anzahl von Alben eingespielt. Beim Montreux Jazz Festival 1972 gab er ein Solokonzert (Mitschnitt). Ein populärer Erfolg war 1960 sein Titel „Little Susie“. Seine Komposition „Changes“ wurde von Miles Davis übernommen. Der „Cubano Chant“ wurde von ihm beispielsweise mit den Jazz Messengers auf dem Album Drum Suite eingespielt.
Bryant kombinierte in seinem Spiel Elemente des Blues, Boogie-Woogie, Gospel, und sogar Stride-Piano; sein Stil wird als „soulful“ charakterisiert, Allmusic hebt besonders sein unbegleitetes Bluesspiel hervor.

## Diskographische Hinweise
- Ray Bryant Trio [1956] mit Candido Camero, Kenny Clarke, Ike Isaacs, Osie Johnson, Jo Jones, Wyatt Reuther, Specs Wright, 1956
- Me and the Blues mit Ike Isaacs, Specs Wright, 1957
- Alone with the Blues, Soloalbum, 1958
- Now’s the Time mit Tommy Bryant, Oliver Jackson, 1959
- Little Susie mit Tommy Bryant, Gus Johnson, Eddie Locke, 1959
- Con Alma mit A’nt Idy Harper, Arthur Harper, Bill Lee, Mickey Roker, 1960
- Groove House mit Tommy Bryant, Bobby Donaldson, Panama Francis, Wally Richardson, 1963
- Cold Turkey mit Ben Riley, Jimmy Rowser, 1964
- Ray Bryant Soul, Soloalbum, 1964
- Soul mit Sonny Brown, Tommy Bryant, Walter Perkins, 1964
- Gotta Travel On mit Walter Booker, Clark Terry, Freddie Waits, 1966
- Lonesome Traveler, 1966
- Slow Freight, 1967
- The Ray Bryant Touch mit Rudy Collins, Jimmy Rowser, 1967
- Take a Bryant Step, Soloalbum, 1967
- Up Above the Rock, 1968
- Sound Ray mit Jimmy Rowser, Harold White, 1969
- Alone at Montreux [live], Soloalbum, 1972
- Hot Turkey mit Panama Francis, Major Holley, 1975
- Here’s Ray Bryant mit George Duvivier, Grady Tate, 1976
- All Blues mit Sam Jones, Grady Tate, 1978
- Potpourri mit Mickey Roker, Jimmy Rowser, 1980
- Ray Bryant Trio Today mit Rufus Reid, Freddie Waits, 1987
- All Mine…And Yours mit Winard Harper, Rufus Reid, 1989
- Ray’s Tribute to His Jazz Piano Friends mit Ray Drummond, Winard Harper, 1997
- Ray Bryant Meets Ray Brown, 1999
- North of the Border [live] mit Harry Anderson, Winard Harper, 2001
- Plays the Complete Little Susie, 2007